# Joseph Aleksander
Joseph Aleksander, también escrito Josef Aleksander o Joseph Alexander (Varsovia, Polonia 3 de agosto de 1923) es un superviviente del Holocausto nazi, se convirtió en una destacada voz en la memoria del Holocausto.

## Biografía
Los padres de Joseph Aleksander eran judíos polacos, Sus padres fueron Abraham, y Pola, su madre era ama de casa, en casa hablaban polaco y sus padres hablaban yiddish. Aleksander, cuya familia había vivido una vida próspera en Polonia, era un adolescente cuando los acontecimientos de la Krystallnacht (el vandalismo generalizado y la destrucción de sinagogas y negocios judíos en Alemania el 9 y 10 de noviembre de 1938) le dejaron en claro que la persecución de Los judíos como su familia eran una de las características del régimen nazi.
Cuando llegaron los nazis a Polonia, tuvieron que abandonar su hogar, el y su familia solo pudieron recoger unas pocas posesiones cuando abandonaron sus hogares.

### Durante la Segunda Guerra Mundial
Alexander y su familia vivían en Blonie hasta la invasión de Polonia por parte de la Alemania nazi en 1939. Después de ser transportados al Gueto de Varsovia en 1940, el padre de Alexander sobornó a algunos guardias para permitir que Joseph y dos de sus hermanos escaparan de regreso a Kowal. Esta fue la última vez que vio al resto de su familia.
Desde Kowal, los nazis enviaron a Alexander a 12 campos de concentración diferentes, incluidos Dachau y Auschwitz-Birkenau. Después del Levantamiento del Gueto de Varsovia en 1943, fue enviado de regreso desde Auschwitz al gueto para limpiar las secuelas de la destrucción.
La experiencia de ser trasladado de un campo a otro incluyó la pesadilla de llegar al campo de Auschwitz-Birkenau, donde los prisioneros eran amontonados en vagones de ganado diseñados para 30 a 40 personas, para un viaje en tren que normalmente debería haber durado cinco o seis horas. Sin embargo, el viaje terminó durando tres días, sin comida ni agua. Cuando finalmente abrieron las puertas del tren, entre el 30 y el 40 por ciento de las personas a bordo habían fallecido.
Aleksander enfrentó una situación que decidiría su destino. Al descender del tren, se encontró con Josef Mengele,el médico nazi conocido por seleccionar prisioneros para experimentos mortales y dividirlos en dos grupos: uno para los trabajadores más fuertes y saludables, y otro para los enfermos y ancianos destinados directamente a las cámaras de gas.
Aleksander relató que Mengele lo dirigió hacia el grupo de la izquierda, posiblemente debido a su pequeña estatura. Consciente de que eso significaba una sentencia de muerte, se vio obligado a actuar rápidamente para salvarse. "Era pasada la medianoche. Si hubiera sido de día, no creo que lo hubiera podido hacer", dijo. "Cuando Mengele se alejó, corrí hacia el otro lado. Si no hubiera tomado esa decisión, no estaría aquí hablando con ustedes esta noche, porque aquellos en la fila de la izquierda fueron llevados directamente a las cámaras de gas en camiones".
Aleksander experimentó trabajos forzados bajo amenaza de muerte y condiciones de inanición, construyendo presas, alcantarillas, un aeropuerto y tendiendo vías férreas y calles empedradas..Sufrió envenenamiento de la sangre, enfermedades de la piel y pasó días agazapado detrás de pilas de ladrillos en el Gueto de Varsovia destruido, padeciendo tifus.  A medida que avanzaba la Resistencia polaca hacia Varsovia, los nazis llevaron a Aleksander a campos en Alemania y luego el 29 de abril de 1945 el junto con otros judío de Dachau fueron llevados a la marcha de la muerte. Durante el viaje encontraron un caballo muerto, lo cocinaron y se lo comieron. Aleksander  recuerda esa comida como la mejor que había probado en su vida. Pero la marcha de la muerte no terminó con la muerte de los judíos de Dachau.Las tropas estadounidenses lo liberaron en 1945.

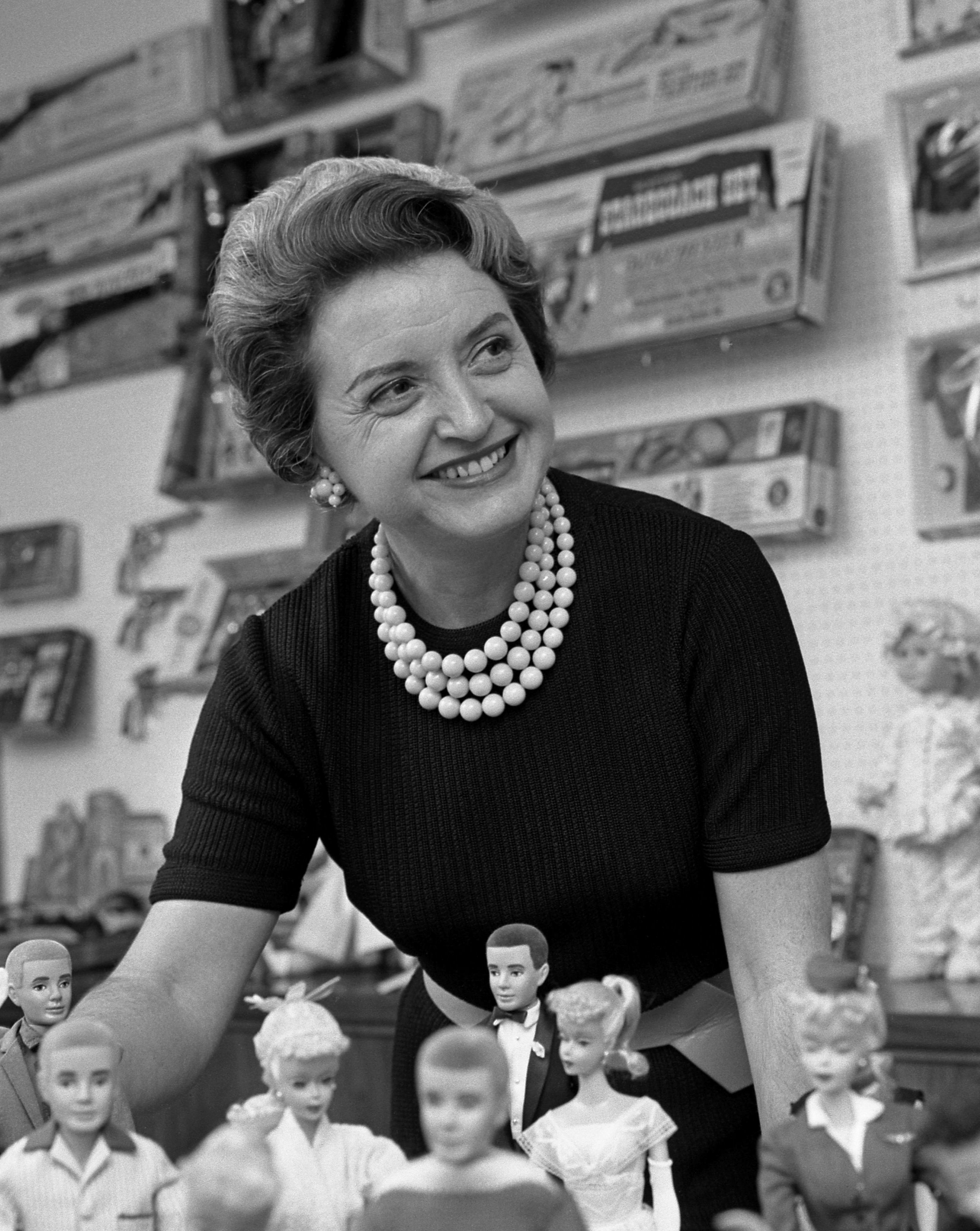
Ruth Handler, prima que le dio trabajo en Mattel

### Después de la guerra
Después de ser liberado en 1945, fue una situación terrible para los supervivientes judíos que regresaron a Polonia", explicó. "Muchos encontraron que sus antiguos hogares habían sido ocupados y enfrentaron la difícil decisión de abandonarlos nuevamente. En una ciudad, lamentablemente ejecutaron a 42 supervivientes", vivió en Alemania durante cuatro años más porque el mundo en ese momento no tenía lugar para los sobrevivientes judíos. La guerra lo dejó sin familia; un primo fue el único sobreviviente. Con la ayuda de su primo Elliot Handler, esposo de Ruth Handler consiguió un trabajo en la empresa de juguetes Mattle en 1948 como mecánico, ganando un dólar la hora. Después trabajo en alquiler de esmóquines en Pensilvania y, finalmente terminó dirigiendo su propia tienda de alquiler de ropa y sastrería en Santa Mónica. En Estados Unidos  se construyó una nueva vida,  donde se casó y tuvo dos hijos, Alan (n. 1948) y Michael (n.1952). 
Joseph Aleksander lleva años contando su historia, es el único sobreviviente de toda su familia,cuando cuenta su historia muestra el número 14258 tatuado en su brazo mientras estaba prisionero en Auschwitz-Birkenau. y en la actualidad es una destacada voz en la memoria del Holocausto,y es una voz líder en la conmemoración del Holocausto y un defensor de la paz.